# Goriče (gmina Kranj)
Goriče – wieś w Słowenii, w gminie miejskiej Kranj. W 2018 roku liczyła 360 mieszkańców. 